# Ta (île)
Pour les articles homonymes, voir Ta.
Ta est une île et une municipalité du district des Mortlocks, dans l'État de Chuuk, un des États fédérés de Micronésie. Située dans la partie méridionale de l'atoll de Satowan, elle compte une population de 215 habitants.